# Sinal da roda dentada
O sinal em roda dentada é uma indicação clínica clássica da síndrome de Parkinson. Se caracteriza pela alternância entre os movimentos de contração e relaxamento da musculatura de controle da cabeça.